# Улькар (Ишимбайский район)
Улькар — вымершая деревня Ахмеровского сельсовета Ишимбайского района БАССР. Официально закрыта в 1979 году.

## История
Указ Президиума ВС Башкирской АССР от 29.09.1979 N 6-2/312 «Об исключении некоторых населенных пунктов из учетных данных по административно-территориальному делению Башкирской АССР» гласил:

Президиум Верховного Совета Башкирской АССР постановляет:
В связи с перечислением жителей и фактическим прекращением существования исключить из учетных данных по административно-территориальному делению Башкирской АССР следующие населенные пункты:
по Ишимбайскому району
д. Улькар Ахмеровского сельсовета
х. Тохтары Верхоторского сельсовета
п. Алексеевский Петровского сельсовета

д. Красноникольское Янурусовского сельсовета— http://bashkortostan.news-city.info/docs/sistemao/dok_keqimi.htm
Ахмеровский сельсовет исчезнет спустя почти 30 лет, в ноябре 2008 года. К этому времени БАССР уже переименована в Башкортостан в феврале 1992 года.